# Shirkers
Shirkers (Shirkers, la película robada en España y Shirkers: La película perdida en Hispanoamérica) es una película documental biográfico británico-estadounidense de 2018 de la cineasta singapurense Sandi Tan sobre la realización de un thriller independiente protagonizado por un asesino adolescente ambientado en Singapur. Se estrenó en el Festival de Cine de Sundance 2018 en enero y ganó el Premio a la Dirección de Documentales de Cine Mundial, convirtiéndola en la segunda cineasta nacida en Singapur después de Kirsten Tan (Pop Aye , 2017) en ganar un premio en el festivall. También fue nominado al premio Gotham Premio de Película Independiente como Mejor Documental.
Shirkers fue estrenado el 26 de octubre de 2018 en Netflix.

## Argumento
En el verano de 1992, Sandi Tan, de 19 años, junto a sus amigas Jasmine Ng y Sophia Siddique, así como al maestro de cine y mentor Georges Cardona, rodaron la película independiente Shirkers en Singapur. Después de terminar, Tan, Ng y Siddique le dejaron el metraje a Cardona cuando el trío se fue a estudiar al extranjero para la universidad. Sin embargo, Cardona desapareció con las imágenes y el trío nunca volvió a verlo ni a saber de él.
El 11 de septiembre de 2011, cuatro años después de la muerte de Cardona en 2007, la exesposa de Cardona le envió un correo electrónico a Tan, informándole que estaba en posesión de las imágenes de Shirkers, menos las pistas de audio. En los años siguientes, Tan decidió digitalizar el metraje y usarlo para hacer algo nuevo: un documental sobre el proceso de lente de la película Super 8 de 1992.
Las entrevistas se llevaron a cabo en 2015 con amigos de Tan, personas involucradas en la realización de Shirkers y personas que conocían a Cardona. Los entrevistados fueron Sophia Siddique Harvey, Jasmine Ng, Sharon Siddique, Philip Cheah, Ben Harrison, Foo Fung Liang, Pohshon Choy, Tay Yek Keak, Grace Dane Mazur , Stephen Tyler y la exesposa de Georges Cardona.

## Georges Cardona
Alrededor de 1976 en Nueva Orleans, Georges Cardona, un asistente de la escuela secundaria John F. Kennedy, mentor de fotografía de David Duque, y veterano de laGuerra de Vietnam, abrió Lighthouse Media Center (una franquicia de Cambridge, Massachusetts- basado en Super-8 Sound , una adaptación de las cámaras de Beaulieu Super 8). Cardona fue el director de fotografía de algunos de los comerciales de la campaña electoral de David Duque y, en Nueva Orleans en 1988, de The Last Slumber Party de Stephen Tyler.

## Recepción

### Recepción crítica
En Rotten Tomatoes, la película tiene un índice de aprobación de 99% basado en 70 reseñas, con una calificación promedio de 8.3/10. El consenso del sitio dice: "'Shirkers' utiliza el interrogatorio de una mujer sobre una decepción personal fundamental para ofrecer observaciones conmovedoras sobre la creatividad, la oportunidad perdida y la reconciliación con el pasado". En Metacritic, la película tiene una puntuación media ponderada de 88 sobre 100 basada en 20 críticos, lo que indica "aclamación universal"; está etiquetado como una "visita obligada de Metacritic".
Citando la película como una de sus favoritas en Sundance, Nick Allen de RogerEbert.com escribió una crítica entusiasta para Shirkers, diciendo que "Tan presenta la historia de su vida multifacética, vibrante, increíble y llena de mujeres tan increíbles, como un tapiz deslumbrante que es a diferencia de muchas películas narrativas o documentales".

### Premios y nominaciones
| Año  | Premio                                        | Categoría                                             | Recipient                               | Resultado |
| ---- | --------------------------------------------- | ----------------------------------------------------- | --------------------------------------- | --------- |
| 2018 | Festival de Cine de Sundance                  | Premio a la dirección de documentales de cine mundial | Shirkers                                | Ganadora  |
| 2018 | Premios Gotham                                | Mejor Documental                                      | Shirkers                                | Nominada  |
| 2018 | Asociación de Críticos de Cine de Los Ángeles | Mejor película documental                             | Shirkers                                | Ganadora  |
| 2019 | Premios de Espíritu independiente             | Mejor Película Documental                             | Sandi Tan, Jessica Levin y Maya Rudolph | Nominadas |